# Dusona flavescens
Dusona flavescens är en stekelart som först beskrevs av Walley 1940.  Dusona flavescens ingår i släktet Dusona och familjen brokparasitsteklar. Inga underarter finns listade i Catalogue of Life.